# Pátka
Pátka là một thị trấn thuộc hạt Fejér, Hungary. Thị trấn này có diện tích 40,38 km², dân số năm 2010 là 1646 người, mật độ 41 người/km².